# Édith Vuarnet-Bonlieu
 Édith Vuarnet-Bonlieu est une skieuse alpine française, née le 18 avril 1934 à Paron (Yonne) et morte le 23 décembre 1995 à Saint-Pierre-de-Chérennes (Isère). Elle a été deux fois championne de France de descente, une fois de slalom géant et une fois de combiné.
Épouse du champion olympique de descente Jean Vuarnet, elle et leur fils Patrick âgé de 27 ans font partie des victimes des massacres commis par la secte du Temple solaire à l’automne 1995.

## Biographie

### Origines et famille
Marie Édith Jeanne Bonlieu est la fille de Pierre Bonlieu et d'Antoinette Charié. Elle a pour frère François Bonlieu (champion olympique de slalom géant en 1964 à Innsbruck).

### Carrière
En 1955, Édith Bonlieu est sacrée championne de France de descente à La Clusaz. L'année suivante, elle dispute la descente des Jeux olympiques de Cortina d'Ampezzo, mais abandonne.
En 1958, elle prend la 20e place de la descente des championnats du monde à Bad Gastein. Cette même année, elle remporte à nouveau le tire de championne de France de descente.
En novembre 1958, elle épouse Jean Vuarnet, qui va être champion olympique de descente en 1960 à Squaw Valley.
Aux championnats de France de 1960, elle remporte deux épreuves : le slalom géant et le combiné.

### Mort
Dans la nuit du 15 au 16 décembre 1995, Édith Vuarnet-Bonlieu perd la vie avec son fils cadet Patrick dans l’un des massacres de la secte dite « ordre du Temple solaire, » survenus à l’automne 1995.

## Palmarès

### Jeux olympiques
| Épreuve / Édition         | Descente |
| ------------------------- | -------- |
| JO 1956 Cortina d'Ampezzo | Abandon  |

### Championnats du monde
| Épreuve / Édition         | Descente | Slalom géant |
| ------------------------- | -------- | ------------ |
| Mondiaux 1958 Bad Gastein | 20e      | Abandon      |

### Championnats de France Elite
| Édition / Epreuve           | Descente | Slalom géant | Slalom | Combiné |
| --------------------------- | -------- | ------------ | ------ | ------- |
| Championnats 1955 La Clusaz | Or       | 7e           | 11e    | -       |
| Championnats 1958 Valloire  | Or       | -            | 8e     | 10e     |
| Championnats 1960 La Clusaz | Argent   | Or           | 4e     | Or      |